# Wien Penzing
Wien Penzing az osztrák főváros, Bécs egyik, 2016-ban felújított vasútállomása a város 14. kerületében (Penzing).

## Vasútvonalak
Az állomást az alábbi vasútvonalak érintik:
- Westbahn
- Vorortelinie
- Donauländebahn

## Kapcsolódó állomások
A vasútállomáshoz az alábbi állomások vannak a legközelebb:
- Wien Breitensee
- Wien Hütteldorf
- Wien Westbahnhof
- Wien Hütteldorf

## Forgalom

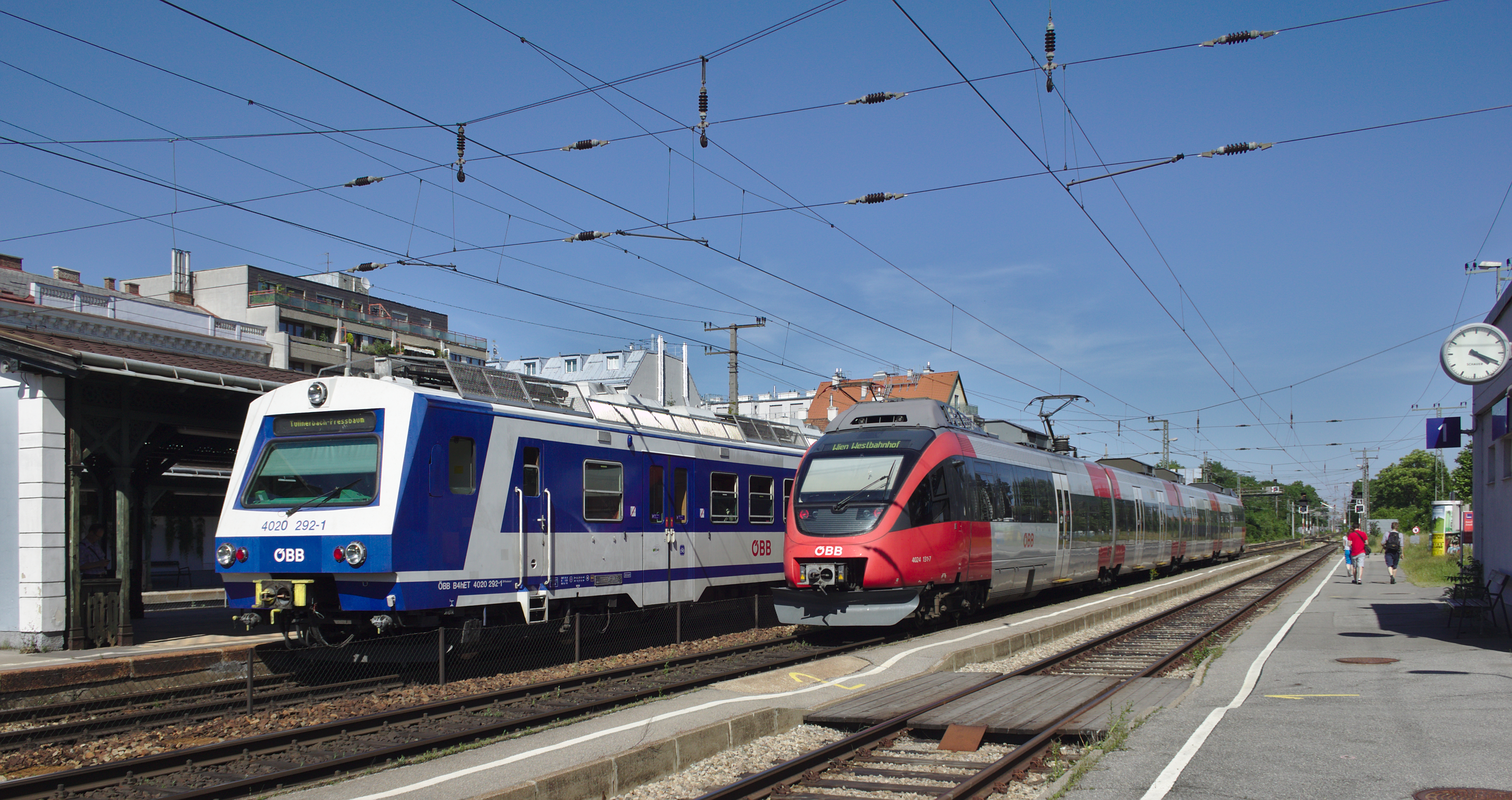
Bahnsteige der Westbahn

| Járat | Útvonal |
| ----- | --- |
| S45   | Wien Handelskai – Wien Heiligenstadt – Wien Oberdöbling – Wien Krottenbachstraße – Wien Gersthof – Wien Hernals – Wien Ottakring – Wien Breitensee – Wien Penzing – Wien Hütteldorf                                                                |
| S50   | Wien Westbahnhof – Wien Penzing – Wien Hütteldorf – Wien Wolf in der Au – Wien Hadersdorf – Wien Weidlingau – Unterpurkersdorf – Purkersdorf Zentrum – Unter Tullnerbach – Tullnerbach-Pressbaum – Pressbaum – Dürrwien – Rekawinkel – Neulengbach |
| 52    | Westbahnhof – Penzinger Straße – Diesterweggasse, Penzing – Baumgarten |